# Lecanora pacifica
Lecanora pacifica är en lavart som beskrevs av Tuck. Lecanora pacifica ingår i släktet Lecanora och familjen Lecanoraceae.   Inga underarter finns listade i Catalogue of Life.